# Caciocavallo siciliano
Il caciocavallo siciliano (cashcavadd in lingua siciliana) è un formaggio stagionato a pasta filata tipico della Sicilia e poi introdotto in tutte le regioni che formavano il Regno delle Due Sicilie.

## Tipologie
In Sicilia esistono due varietà principali di tale prodotto: il caciocavallo palermitano (o di Godrano) e il caciocavallo ragusano DOP. Questi due prodotti, seppur realizzati con tecniche estremamente affini, trovano numerose differenze legate al territorio di origine.
La prima varietà viene prodotta prevalentemente dal latte di vacche di razza cinisara, razza autoctona a mantello nero, facente parte del gruppo delle razze italiane podoliche, dotata di spiccata rusticità e longevità, di capacità di utilizzazione di foraggi grossolani e di adattamento alle condizioni estreme di allevamento. L'allevamento della cinisara si sviluppa prevalentemente in zone marginali di collina e di montagna, dove trova le sue risorse prevalentemente nei pascoli permanenti ma anche nel sottobosco, nelle ristoppie e nelle limitate superfici di foraggere avvicendate. La zona tradizionale di produzione del caciocavallo palermitano, pur interessando tutta la provincia di Palermo ed alcuni centri della provincia di Trapani, si identifica nei comuni di Cinisi e Godrano.
Il Ragusano DOP, invece, viene prodotto nella campagna ragusana sui monti iblei utilizzando il latte di bovini di razza modicana. L'altopiano calcareo degli Iblei, che occupa il lembo sud-orientale della Sicilia, degrada verso sud con verdi pascoli e campi coltivati fino a raggiungere le dune sabbiose, ricche di vegetazione spontanea, della fascia costiera, con pascoli naturali aspri, ma ricchi di essenze foraggiere dove pascolano liberamente le bovine della razza modicana.